# Alexander Nouri
Alexander Nouri (Perzisch: الکساندر نوری; Buxtehude, 20 augustus 1979) is een Iraans-Duits voormalig voetballer.

## Spelerscarrière
Nouri begon zijn loopbaan in de jeugd van Buxtehuder SV in zijn geboortestad. Via SC Vorwärts-Wacker 04 kwam hij in de jeugdafdeling bij profclub Werder Bremen terecht. In 1998 maakte Nouri zijn debuut in het tweede elftal van de club. Na een korte verhuurperiode aan Seattle Sounders, bleek een plek in het eerste elftal er niet in te zitten. Hierop vertrok hij in 2001 naar KFC Uerdingen 05. Na drie jaar tekende Nouri een contract bij VfL Osnabrück. In 2008 speelde Nouri nog twee jaar voor Holstein Kiel. Hij sloot zijn carrière af bij VfB Oldenburg.

## Trainerscarrière
Nog tijdens zijn voetballoopbaan werd Nouri assistent-coach bij VfB Oldenburg. Na zijn voetbalpensioen in 2012, richtte Nouri zich volledig op het trainersvak. In 2013 promoveerde Nouri tot hoofdcoach van de club. Een jaar later werd Nouri assisent-coach van Bundesligaclub Werder Bremen. Nog hetzelfde jaar ging hij het tweede elftal begeleiden. Na het ontslag van hoofdcoach Viktor Skripnik op 18 september 2016 werd Nouri aangesteld als hoofdcoach van Werder Bremen. Hij leidde de club uit Noord-Duitsland vanuit de kelder van de Bundesliga naar de achtste plek, hetgeen net niet genoeg was voor deelname aan Europees voetbal. Op 29 oktober 2017 viel het doek voor Nouri. Werder Bremen ontsloeg hem nadat de club in tien speelronden in het nieuwe seizoen nog geen wedstrijd had gewonnen. Hij werd opgevolgd door Florian Kohfeldt, de trainer van de beloften, die op interim-basis de leiding kreeg over het eerste elftal. In september 2018 was Nouri kortstondig eindverantwoordelijke bij FC Ingolstadt 04, uitkomend in de 2. Bundesliga. Op 11 februari 2020 werd Nouri aangesteld als interim-coach bij Hertha BSC uit Berlijn, totdat Bruno Labbadia het stokje overnam. In 2021 werd hij assistent-bondscoach van Gregg Berhalter bij de nationale ploeg van de Verenigde Staten.

## Persoonlijk
Nouri heeft een Iraanse vader en een Duitse moeder. Hij is getrouwd en heeft twee kinderen, Mino en Ariyan.